# Ubaldo Heredia
Ubaldo José Heredia Martínez (4 de mayo de 1956 en Ciudad Bolívar, Venezuela) es un ex lanzador profesional que jugó en Venezuela para los Leones del Caracas y para los Montreal Expos en el béisbol de Grandes Ligas. 

## Carrera profesional

### En la Liga Venezolana de Béisbol Profesional
Nació en Ciudad Bolívar, capital del estado Bolívar, al sur de Venezuela; sin embargo, su familia se traslada a la isla de Margarita cuando era un niño. Sus primeros pasos como beisbolista se dan en la isla, en la categoría infantil del club de los Valles de Margarita. En este equipo se formó hasta el nivel juvenil, bajo la supervisión de César Villaroel y Lizardo López.
Su salto al profesional ocurrió luego de ser visto por scouts de Los Angeles Dodgers en un torneo panamericano en los cuales fue parte de una representación nacional de béisbol y demostró sus habilidades frente a combinados como Cuba, Puerto Rico o Estados Unidos. Luego firmó para los Leones del Caracas, que le dieron la oportunidad de debutar en la campaña 1972-1973 de la Liga Venezolana de Béisbol Profesional, cuando tan solo tenía 16 años de edad.
Heredia participó en 18 temporadas en la LVBP. 17 de ellas con el equipo de la capital y 1 con los Caribes de Anzoátegui, con quienes se retiró en 1992. Logró titularse en 6 oportunidades con los Leones: 77-78, 79-80, 81-82, 86-87, 87-88 y 89-90. Compartió con figuras como Víctor Davalillo, Urbano Lugo, Jesús Marcano Trillo, Antonio Armas, Andrés Galarraga,y Baudilio Díaz, entre otros.
En total, durante su carrera, participó en 175 juegos de los cuales inició 109 y tuvo un récord de 49 victorias y 42 derrotas con una efectividad de 3.15; abanicó a 431 bateadores y otorgó 226 boletos.
Fue el primero en recibir el premio al Lanzador del Año en 1986. Desde ese año se otorga el galardón en homenaje al José “Carrao” Bracho, pitcher que jugó 23 temporadas en el béisbol venezolano, en las que sumó 109 victorias, 1.768 entradas y una efectividad de por vida de 3.17.
En 2008 fue exaltado al Salón de la Fama del Béisbol del Caribe, Heredia participó de cuatro torneos con los Leones del Caracas y en otro fue refuerzo de los Tiburones de La Guaira. En 22 entradas y un tercio trabajados en 6 juegos, obtuvo 2 victorias sin reveses y dejó efectividad de 1.21 carreras limpias permitidas por cada 9 innings.

### En MLB
Heredia fue firmado como novato en 1973, cuando tenía 17 años de edad, por Los Angeles Dodgers. Fue parte de las filias de ligas menores del equipo de la costa oeste hasta la temporada de 1980, cuando dejó al San Antonio Dodgers y se fue a la Liga Mexicana de Béisbol, para jugar con los Rojos del Águila, de Veracruz.
Cinco años después, es llamado por los Montreal Expos, e inicia la temporada con el filial triple A, Indianapolis Indians, hasta que es llamado a debutar con el equipo mayor el 12 de julio, frente a los Atlanta Braves, en el Stade Olympique. Fue el abridor del partido y lanzó 4 entradas, permitió 5 imparables, entre ellos un jonrón solitario de Ozzie Virgil, y toleró 4 carreras. Heredia logró mantener en blanco a los bateadores de Atlanta por los dos primeros innings; sin embargo, en la tercera entrada, recibió un doble del lanzador abridor de los Bravos, Zane Smith, con las bases llenas que produjo las tres primeras anotaciones. El partido terminó con derrota para los canadienses 5 carreras por 2. Su compañero y coterráneo, Andrés Galarraga fue el quinto bate y defendió la primera base.
Nuevamente recibió la oportunidad de abrir con los Expos el 17 de mayo, esta vez frente a Los Angeles Dodgers. Lanzó por 6 entradas y mantuvo a raya a los Dodgers al permitir 5 hits y 2 carreras. Abanicó a 3 y otorgó 2 bases por bolas. Se fue sin decisión, pero su equipo logró la victoria 8 carreras por 3.
No recibió más oportunidades y concluyó su carrera en Grandes Ligas con récord de 0-1 con seis ponches y una efectividad de 5.40 en 10 entradas.

### Como buscador de talentos
Luego de su retiro como beisbolista profesional, Heredia se ha dedicado a buscar jóvenes talentos. Ha trabajado con organizaciones como Philadelphia Phillies, Arizona Diamondbacks y los Seatlle Mariners. Entre sus descubrimientos destacan la firma de figuras como Ramón Hernández, Oscar “El Cachi” Salazar, y Erasmo Ramírez.